# セブンインベスターズ
株式会社セブンインベスターズ（せぶんいんべすたーず、英名：SEVEN INVESTORS CORPORATION.）は、店頭外国為替証拠金取引を取り扱っていた日本の外国為替証拠金取引業者。

## 概要
- 2004年8月にNDCオンライン株式会社として創業。2008年3月に「株式会社セブンインベスターズ」へ商号を変更。
- 同年8月には株式会社ベルフォードキャピタルマネジメントのFX事業を譲受。
- 早期からシステムトレードに焦点を当てた展開をし、ミラートレーダー（Mirror Trader）国内第一号の導入をしていたシストレFX系老舗業者。

- 2013年4月に現在の「日産センチュリー証券株式会社」の傘下となり、代表者も交代。
- 同年8月に邦系FX業者では初となるVT-Traderを導入。Meta Trader4やTrading StationⅡの人気ツールをプラグインで取引可能とする国内初のスキーム等で展開。

- 2014年2月に親会社である「日産センチュリー証券」に店頭外国為替証拠金取引事業を継承。  （サービス内容ならびに人員もそのまま継承）

## 沿革
- 2004年8月 - 「NDCオンライン株式会社」として設立
- 2006年6月 - 金融先物取引業者登録
- 2007年9月 - 金融商品取引業者登録
- 2008年3月 - 商号を「株式会社セブンインベスターズ」に変更
- 2009年8月 - 株式会社ベルフォードキャピタルマネジメントよりFX事業譲受
- 2010年1月 - 日証金信託銀行にて顧客資産の完全信託を開始
- 2013年4月 - 日産センチュリー証券の完全子会社化[1][2][3]
- 2013年8月 - Meta Trader4とTrading StationⅡとプラグイン型のVT-Traderをリリース[4][5][6]
- 2014年2月 - 店頭外国為替証拠金取引事業を日産センチュリー証券に譲渡（全サービス継承）[7]　※第一種並びに第二種金融商品取引業を廃止

## 特徴
- NDD+STP方式（No Dearing Desk + Straight Through Processing）を採用し、為替プライス配信と取引執行の透明性と安定性を重視。
- APIの公開やVPS提供など、システムトレードへの対応を徹底。
- 取引ツール：Trading StationⅡ、Meta Trader4、VT-Tradr、Kaburofの4種類を提供。　※プラグイン方式を採用し、1アカウントで全ツールの取引を管理